# Leptochelina
Leptochelina is een vliegengeslacht uit de familie van de roofvliegen (Asilidae).

## Soorten
- L. jaujensis Artigas, 1970